# Simmetria globale
La simmetria globale è un attributo della maggior parte delle teorie di gauge (teorie di scala) descritte da lagrangiane che sono invarianti sotto certe trasformazioni del sistema di coordinate che sono eseguite identicamente in ogni punto dello spaziotempo.